# Louis Pauwels
Louis Pauwels, född 2 augusti 1920 i Paris, död 28 januari 1997, var en fransk journalist och författare. 
Pauwels började som journalist  under andra halvan av 1940-talet och stod inledningsvis nära Franska kommunistpartiet. Han var tidigt influerad av den armenisk-grekiske författaren Georgij Gurdzjijev som påverkade hans intresse för mystik och esoterism. Med boken Vår fantastiska värld (1960, på svenska 1969), skriven tillsammans med Jacques Bergier, fick han en stor internationell framgång. Boken handlar om hemliga sällskap, ockultism och relaterade ämnen, och lanserade bland annat idén om Vrilsällskapet som författarna sammankopplade med Nationalsocialistiska tyska arbetarepartiet.
I kölvattnet av bokens framgång lanserades tidskriften Planète, utgiven 1961–1971, som hade ett liknande fokus på alternativa teorier, men också spred skönlitterära författare som H.P. Lovecraft och Jorge Luis Borges till en bredare fransk publik. Tidskriften blev ett fenomen i 1960-talets Frankrike och ledde till framgångsrika mediekarriärer för flera av de inblandade.
Pauwels rekryterades av Le Figaro och grundade 1978 dess veckotidning Le Figaro Magazine, som han blev ansvarig för. I denna roll förändrade Pauwels Frankrikes politiska landskap när han gav plats åt Alain de Benoist och andra dittills okonventionella högertänkare, som i mediereaktionerna till detta gavs namnet Nya högern. Pauwels var under en tid influerad av Benoists Friedrich Nietzsche-inspirerade nyhedendom men konverterade 1982 till katolicismen.
Pauwels var även skönlitterär författare. Hans roman Kärlekens vrångbild var finalist till Goncourtpriset 1955. Den engelske filosofen Roger Scruton kallade Pauwels Les Orphelins från 1994 för den bästa franska romanen från efterkrigstiden.
Ett litteraturpris till hans ära, Prix Louis Pauwels, skapades 1997 och delas ut årligen till en fackbok i Pauwels anda.

## Utgivet på svenska
- Ett helgon på jorden (Saint Quelqu'un), översatt av Claes Hoogland, 1950
- Kärlekens vrångbild (L'amour monstre), översatt av Eva Alexanderson, 1957
- Vår fantastiska värld (Le matin des magiciens), med Jacques Bergier, översatt av Carola Lakocinski, 1969